# Ботсвана на летних Олимпийских играх 1996
Ботсвана принимала участие в Летних Олимпийских играх 1996 года в Атланте (США) в пятый раз за свою историю, но не завоевала ни одной медали. Сборную страны представляли семь человек.

## Бокс
Спортсменов — 1
| Спортсмен         | Категория | 1/16 финала               | 1/8 финала           | 1/4 финала           | Полуфинал            | Финал                |
| Спортсмен         | Категория | Соперник и результат      | Соперник и результат | Соперник и результат | Соперник и результат | Соперник и результат |
| ----------------- | --------- | ------------------------- | -------------------- | -------------------- | -------------------- | -------------------- |
| Модирадило Хиллер | 48 кг     | Альберт Гуардадо Пор 9:11 | Не прошёл            | Не прошёл            | Не прошёл            | Не прошёл            |

## Лёгкая атлетика
Спортсменов — 6
Мужчины
| Спортсмен                                                     | Вид             | Забег     | Забег | Четвертьфинал | Четвертьфинал | Полуфинал | Полуфинал | Финал          | Финал     |
| Спортсмен                                                     | Вид             | Результат | Место | Результат     | Место         | Результат | Место     | Результат      | Место     |
| ------------------------------------------------------------- | --------------- | --------- | ----- | ------------- | ------------- | --------- | --------- | -------------- | --------- |
| Джастис Дипеба                                                | 200м            | 21,09     | 5     | Не прошёл     | Не прошёл     | Не прошёл | Не прошёл | Не прошёл      | Не прошёл |
| Бенджамин Келекету                                            | Марафон         |           |       |               |               |           |           | не финишировал | -         |
| Аггрипа Матчамеко Кетенг Балосенг Рампа Мосвеу Джонсон Кубиса | Эстафета 4х400м | 3.06,62   | 5     | Не прошли     | Не прошли     | Не прошли | Не прошли | Не прошли      | Не прошли |